# Karl Sigmund von Hohenwart
Karl Sigmund von Hohenwart (magyarosan Hohenwart Károly Zsigmond) gróf, (1824. február 24. – 1899. április 26.) osztrák politikus, miniszterelnök.

## Életpályája

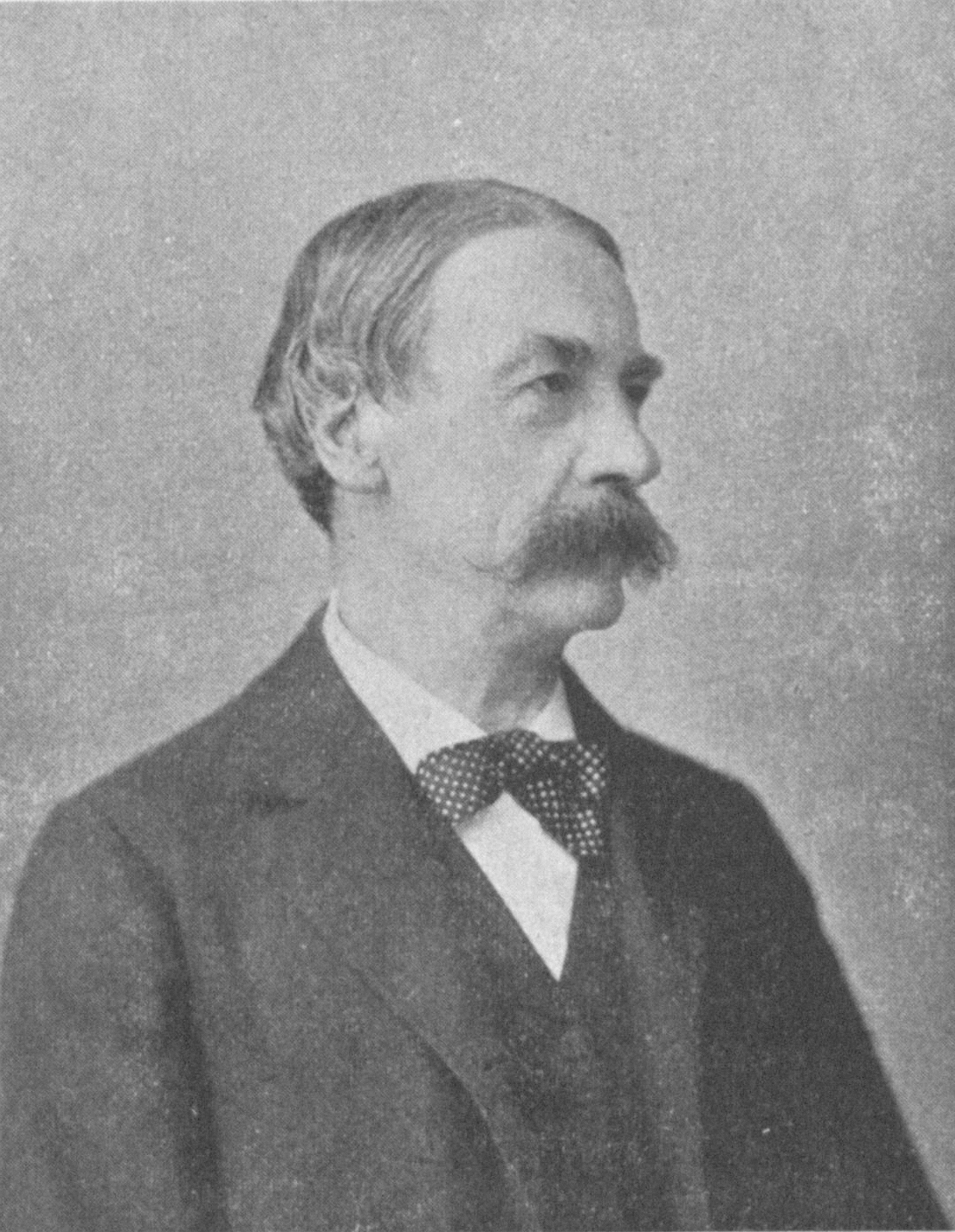
Karl Sigmund von Hohenwart

Nagybátyja, Franz Joseph Hannibal von Hohenwart (1771-1844), Krajna korona-tartomány emelése körül szerzett nagy érdemeket és ő reá hagyta nagy vagyonát. Hohenwart a bürokráciai pályán haladt felfelé, egy ideig (német időben) Fiumében, majd Karintiában és Felső-Ausztriában szolgált. A polgárminisztérium alatt mint helytartó működött ez utóbbi tartományban. Amikor az alkotmányhű párt és bizalmi férfiai a kabinetben (Hasner, Eduard Herbst, Giskra) 1871 tavaszán a választási törvény revíziójának kérdésében a koronával, továbbá a csehekkel s lengyelekkel ellenkezésbe jutottak és a kabinet április 4-én állásáról visszalépett, Potockinak átmenetét jelző minisztériuma után a császár 1871. február 4-én közmeglepetésre Hohenwart grófot bízta meg az új kabinet megalakításával, amelyben Jireček-, Habietinek- és Schäfflén kívül még néhány föderalisztikus, avagy klerikális politikus nyert tárcát (Holzgethan, Scholl, Grocholski). Bármennyire is emlegette Hohenwart a birodalmi alaptörvények és a centralisztikus tradíció tiszteletben tartását: az ellenzék padjaira szorult szabadelvű németek az első pillanattól kezdve a föderalizmus és klerikalizmus előharcosát látták Hohenwartban és elkeseredett harcot folytattak ellene. A többséggel rendelkező ellenzék az új minisztériumnak összes javaslatait (így a Galícia számára követelt autonómiát is) elvetette és május 26-án Herbst indítványának értelmében bizalmatlanságot szavazott a Hohenwart-kabinetnek, melyet azzal vádolt, hogy a dualizmussal meg nem férő politikájával a fennálló alkotmányt veszélyezteti. Ferenc József azonban május 30-án bizalmának új jelét adta a kabinetnek és így Hohenwart gróf továbbra is megmaradt a kormány élén. Augusztus 11-én Hohenwart a birodalmi gyűlést feloszlatta és a tartományok gyűléseit hívta össze, amelyek szeptember 14-én kezdték tárgyalásaikat. Ezek sorából a cseh tartománygyűlés vonta magára a közfigyelmet, mely a német képviselők kilépése után a cseh közjog elismerését követelte a Hohenwart-kabinettől, amely kívánságnak Hohenwart elvileg csakugyan eleget tett. Azután Csehországnak Ausztriához való viszonyát szabályozták föderalisztikus alapon és azt követelték, hogy a többi koronatartomány közjogi állását is e szellemben rendezzék. Elvégre a csehek azt követelték, hogy a császár magát cseh királlyá koronáztassa és a cseh alkotmányra esküt tegyen. Hohenwart ezekre is kedvezően felelt, ámde Beust külügyminiszter mégis elérte, hogy a császár határozatát a döntő pillanatban elnapolja. Míg ezalatt a viszonyok Ausztriában egyre bonyolultabbá váltak, id. Andrássy Gyula gróf magyar miniszterelnök erélyesen kikelt Hohenwart politikája ellen, amelyben ő is a dualizmus veszélyeztetését látta és szükségesnek mondta ennek a politikai irányzatnak a bukását. Hasonlóan nyilatkozott a közös hadügyminiszter is. A császár sem zárkózhatott el ezen érvek elől és ezért az október 20-án tartott minisztertanácsban a cseh közjog és ún. cseh alapcikkelyek szentesítését megtagadta. Erre a Hohenwart-kormány október 26-án beadta lemondását, amelyet a császár október 30-án (a németek nagy örömére, a csehek bánatára), elfogadott. Hohenwart azonban bukása óta is egyre nagy szerepet játszott az osztrák parlamentáris életben és amint 1893-ig szlovén, cseh és német (klerikális) csapatával a Taaffe-kabinetnek volt az egyik kiváló támasza, úgy később a Windischgrätz-kormánynak és a koalíciónak az egyik oszlopa. Egyébként az utolsó parlamentáris válság óta Hohenwart híveinek száma megfogyott. Az akkoriban készülő választójogi reformnak, amely a munkásoknak is biztosított volna néhány helyet a birodalmi gyűlésben, Hohenwart és pártja nem volt nagy barátja, a Cilliben alapítandó szlovén gimnázium kérdésében pedig Hohenwart és hívei annyira sürgették ennek az intézetnek a felállítását, hogy fellépésükkel magát a koalíciót és az ezen alapuló kabinet fennállását veszélyeztették (1894 február - március). 1885-től a legfelsőbb osztrák számvivőszéknek volt az elnöke.